# Bećir Omeragić
Bećir Omeragić (Genf, 2002. január 20. –) svájci válogatott labdarúgó, a Zürich hátvédje.

## Pályafutása

### Klubcsapatokban
Omeragić a svájci Genf városában született. Az ifjúaági pályafutását az Étoile Carouge csapatában kezdte, majd a Servette akadémiájánál folytatta.
2018-ban mutatkozott be a Zürich első osztályban szereplő felnőtt csapatában. Először 2019. május 4-én, a Basel ellen 3–0-ra megnyert mérkőzés 80. percében Alain Nef cseréjeként lépett pályára. A 2020–21-es szezon óta már a kezdő csapat tagja. 

### A válogatottban
Omeragić több korosztályban is képviselte Svájcot. 2020 szeptemberében behívták a nemzeti válogatott Ukrajna és Németország elleni Nemzetek Ligája mérkőzéseire. Először 2020. október 7-ei, Horvátország elleni barátságos mérkőzésen lépett pályára.
2021-ben behívták a 2020-as labdarúgó-Európa-bajnokságra küldött svájci keretbe, ahol egészen a negyeddöntőig jutottak.

## Magánélete
Omeragić Svájcban született boszniai származással. Testvére, Nedim Omeragić és unokatestvére, Edin Omeragic is szintén labdarúgó.

## Statisztikák
2022. szeptember 18. szerint
| Klub     | Szezon   | Osztály      | Bajnokság | Bajnokság | Kupa  | Kupa | Nemzetközi | Nemzetközi | Összesen | Összesen |
| Klub     | Szezon   | Osztály      | Meccs     | Gól       | Meccs | Gól  | Meccs      | Gól        | Meccs    | Gól      |
| -------- | -------- | ------------ | --------- | --------- | ----- | ---- | ---------- | ---------- | -------- | -------- |
| Zürich   | 2018–19  | Super League | 5         | 0         | 0     | 0    | 0          | 0          | 5        | 0        |
| Zürich   | 2019–20  | Super League | 19        | 0         | 2     | 0    | 0          | 0          | 21       | 0        |
| Zürich   | 2020–21  | Super League | 29        | 0         | 0     | 0    | 0          | 0          | 29       | 0        |
| Zürich   | 2021–22  | Super League | 27        | 0         | 1     | 0    | 0          | 0          | 28       | 0        |
| Zürich   | 2022–23  | Super League | 3         | 0         | 1     | 0    | 3          | 0          | 7        | 0        |
| Összesen | Összesen | Összesen     | 83        | 0         | 4     | 0    | 3          | 0          | 90       | 0        |

## Fordítás
- Ez a szócikk részben vagy egészben  a   Bećir Omeragić című angol Wikipédia-szócikk fordításán alapul.  Az eredeti cikk szerkesztőit annak laptörténete sorolja fel. Ez a jelzés csupán a megfogalmazás eredetét és a szerzői jogokat jelzi, nem szolgál a cikkben szereplő információk forrásmegjelöléseként.